# Anne-Marie Goumba
Anne-Marie Goumba, née le 9 octobre 1954 au Rwanda, est une femme politique centrafricaine, députée de l'Assemblée nationale de la République centrafricaine.

## Biographie
Anne-Marie Goumba est née au Rwanda. Elle rencontre à Kigali, Abel Goumba, représentant du Centrafrique pour l'Organisation mondiale de la santé avec lequel elle se mariera. Elle suit ensuite son mari pour le Centrafrique, où il deviendra bientôt Premier ministre. Elle se présente comme candidate pour l'élection législative qui se déroule en même temps de l'élection présidentielle lors des élections générales centrafricaines de 2005. Elle est élue députée dans le 5e district de Bangui, sous l'étiquette du Front patriotique pour le progrès, parti politique membre de l'Internationale socialiste. Elle siège à l'Assemblée nationale. Elle devient membre du Parlement panafricain comme représente de son pays, le Centrafrique, pays membre de l'Union africaine. 